# São Bento do Una
São Bento do Una là một đô thị thuộc bang Pernambuco, Brasil. Đô thị này có diện tích 715,98 km², dân số năm 2007 là 46773 người, mật độ 65,33 người/km².